# عالیجناب با معشوقه‌اش زیر تخت
عالیجناب با معشوقه‌اش زیر تخت (انگلیسی: L'onorevole con l'amante sotto il letto) یک فیلم کمدی سکسی سبک ایتالیایی به کارگردانی ماریانو لائورنتی است که در سال ۱۹۸۱ منتشر شد.

## گزیدهٔ بازیگران
- لینو بانفی
- ژانت اوگرن
- آلوارو ویتالی
- لئو گولوتا
- ماریزا مرلینی
- جاکومو فوریا
- جیجی ردر
- لری دل سانتو
- جیمی ایل فنومنو
- انتسو آندرونیکو
- تئو تئوکولی
- کلاریتا گاتو